# Ruhe-Christi-Kapelle

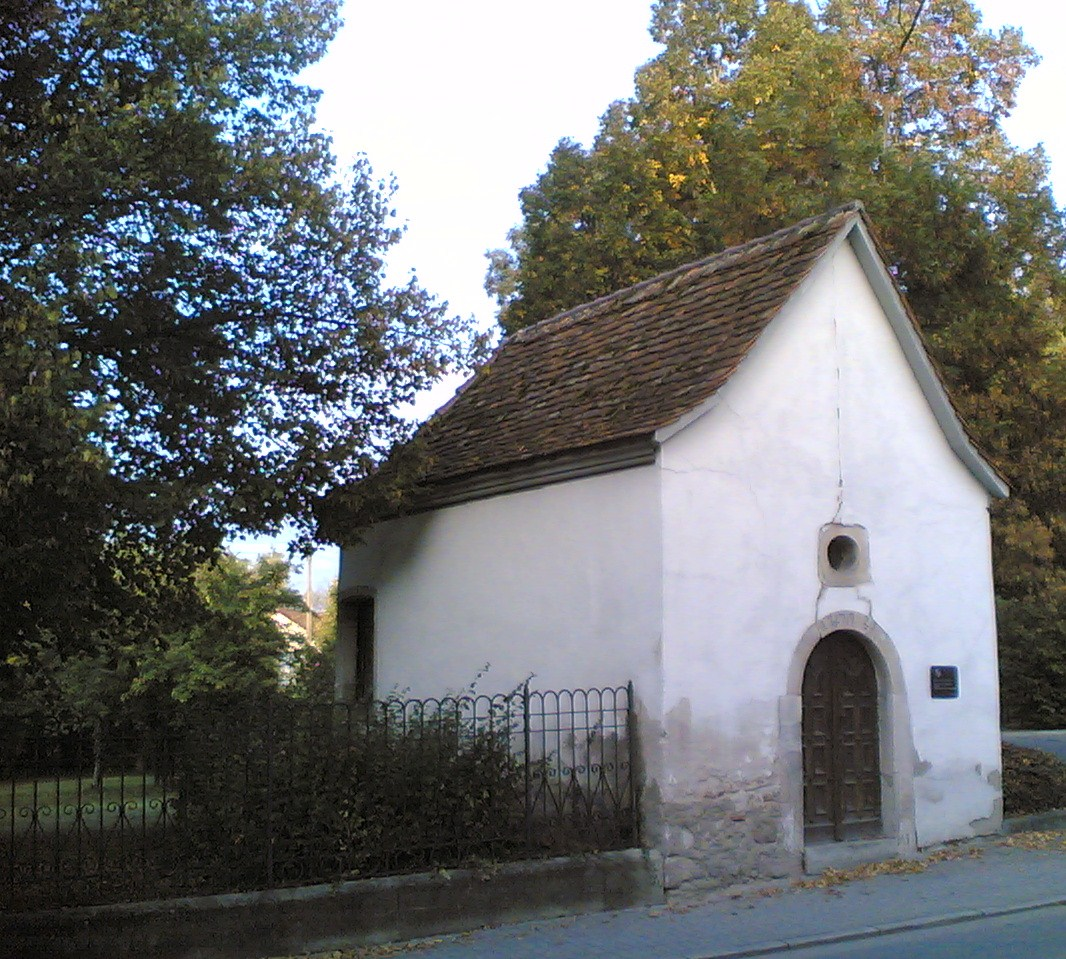
Ruhe-Christi-Kapelle

Die Ruhe-Christi-Kapelle (auch Christi-Ruh-Kapelle) ist ein Gotteshaus in Hechingen im Zollernalbkreis in Baden-Württemberg. Sie befindet sich in der Heilig-Kreuz-Straße. Die Kapelle wurde von dem damaligen Bürgermeister Johann Greylich gestiftet und 1719 errichtet. Hier, unmittelbar vor und außerhalb des Standorts des südlichen Stadttors, begann der Stationsweg zum weit vor der Stadt liegenden Friedhof Heiligkreuz. Auf dem Weg dorthin diente sie bis zum Ersten Weltkrieg der Aussegnung der Toten. In ihrem Inneren befindet sich eine Plastik von 70 cm Höhe, die Jesus Christus in der Ruhe zeigt.